# Sailors de Sarnia
Les Sailors de Sarnia sont une franchise de hockey sur glace ayant évolué dans la Ligue internationale de hockey et dans l'association de hockey senior A de l'Ontario.

## Historique
L'équipe a été créée en 1949 à Sarnia en Ontario. Elle évolua dans la LIH durant ses deux premières saisons avant de rejoindre la OHA Sr.A pour trois saisons supplémentaire avant de cesser ses activités.

### Saisons des Sailors en LIH
Note: PJ : parties jouées, V : victoires, D : défaites, N : matchs nuls, DP : défaite en prolongation, DF : défaite en fusillade, Pts : Points, BP : buts pour, BC : buts contre, Pun : minutes de pénalité
| Saison    | PJ | V  | D  | N | Pts | Classement   | Séries éliminatoires         | Entraîneur    |
| --------- | -- | -- | -- | - | --- | ------------ | ---------------------------- | ------------- |
| 1949-1950 | 40 | 26 | 11 | 3 | 55  | 1er rang LIH | Finaliste de la coupe Turner | Norman Tustin |
| 1950-1951 | 52 | 24 | 19 | 9 | 59  | 4e rang LIH  | n/d                          | Norman Tustin |

### Saisons des Sailors en OHA Sr.A
| Saison    | PJ | V  | D  | N | Pts | Classement       | Séries éliminatoires | Entraîneur    |
| --------- | -- | -- | -- | - | --- | ---------------- | -------------------- | ------------- |
| 1951-1952 | 50 | 18 | 29 | 3 | 39  | 6e rang OHA Sr.A | n/d                  | Norman Tustin |
| 1952-1953 | 48 | 20 | 27 | 1 | 41  | 6e rang OHA Sr.A | n/d                  | Norman Tustin |
| 1953-1954 | 22 | 4  | 15 | 3 | 11  | 8e rang OHA Sr.A | n/d                  | Norman Tustin |